# East Ardsley
East Ardsley är en ort i distriktet Leeds, i grevskapet West Yorkshire, i England. Orten hade 15 243 invånare år 2021. Ardsley East var en civil parish fram till 1937 när blev den en del av Morley och Stanley. Denna civil parish hade 4 961 invånare år 1931. Byn nämndes i Domedagsboken (Domesday Book) år 1086, och kallades då Erdeslau/Erdeslawe.